# 2-Hexyldecansäure
2-Hexyldecansäure (auch Isopalmitinsäure) ist eine lineare gesättigte C10-Carbonsäure (Caprinsäure), die in 2-Stellung eine C6-Hexylgruppe trägt. Im Gegensatz zur unverzweigten Palmitinsäure (n-Hexadecansäure) ist 2-Hexyldecansäure bei Raumtemperatur flüssig. Die synthetische Fettsäure wird wegen ihrer Grenzflächenaktivität als Emulgator, Tensid und Korrosionsschutzmittel, z. B. in Schmierstoffen und Kühlschmiermitteln (engl. metal-working fluids) eingesetzt.
2-Hexyldecansäure und ihre Ester werden wegen ihrer hauterweichenden Eigenschaften als Emolliens und als Hauptkomponente ALC-0315 in Lipid-Nanopartikeln verwendet, die als Transportmedium für messenger RNA in Impfstoffen gegen COVID-19 dienen können.

## Vorkommen und Darstellung
Die chemische Synthese von 2-Hexyldecansäure geht aus von dem so genannten Guerbet-Alkohol 2-Hexyldecanol, der mit Luftsauerstoff an einem mit Blei(II)-nitrat Pb(NO3)2 aktivierten Palladium-Kontakt zur Carbonsäure oxidiert wird.

## Eigenschaften
2-Hexyldecansäure ist eine klare, farb- und geruchlose, viskose Flüssigkeit von öliger Konsistenz, die sich praktisch nicht in Wasser löst. Die Substanz wird als leicht bioabbaubar beschrieben.

## Anwendungen
Wichtige Vorteile der 2-Hexyldecansäure gegenüber unverzweigten n-Carbonsäuren vergleichbarer Kettenlänge sind ihr flüssiger Zustand bei Raumtemperatur und darunter (bis ca. −10 °C) und ihre Unempfindlichkeit gegenüber Calciumionen (keine Kalkseifenbildung). Als Zusatz zu Schmierölen und -fetten wirkt 2-Hexyldecansäure und ihre neutralen Salze, z. B. mit Aminen, korrosionshemmend. Wegen ihrer emulgierenden und antikorrosiven Eigenschaften bei geringem Dampfdruck eignet sich die Verbindung für Kühlschmierstoffe und Schneidemulsionen.
Die Haut weich und geschmeidig machende Wirkung der 2-Hexyldecansäure kommt in kosmetischen Cremes und Salben zur Anwendung, ebenso wie ihre antibakterielle, antimykotische und antivirale Aktivität.
Thermisch stabile Ester von mehrwertigen Alkoholen mit 2-Hexyldecansäure eignen sich zur Schmierung hochbelasteter Turbinen und Motoren, während Ester mit dem Betain Carnitin als Zusatz zu Emulsionen zur Hautpflege den negativen Folgen eines gestörten Fettstoffwechsels an der Haut entgegenwirken sollen.
Neuerdings finden sich funktionelle 2-Hexyldecansäureester als ALC-0315-Hauptkomponente in den Lipid-Nanopartikeln, die als Transportmedium für mRNA für Impfstoffe gegen COVID-19 verwendet werden.